# Gaven Donne
Pour les articles homonymes, voir Donne (homonymie).
Sir Gaven John Donne, né le 8 mai 1914 à Christchurch et mort le 28 mars 2010 à Rotorua, est un juge néo-zélandais. De 1982 à 1984, il est représentant de la reine aux Îles Cook.

## Biographie
Sir Gaven Donne naît à Christchurch et fait ses études à l'université Victoria de Wellington et à l'université d'Auckland. Il est admis au barreau en 1938 et devient magistrat en 1958.
Sir Gaven Donne mène une longue carrière juridique dans le Pacifique. En 1969, il est affecté à la Cour suprême des Samoa, et en 1972, il est nommé juge en chef. En 1975, il devient juge en chef des Îles Cook et de Niue.
Il préside les pétitions électorales consécutives aux élections législatives de 1978 aux Îles Cook, et qui voient le Parti des îles Cook (CIP) mené par Albert Henry écarté du pouvoir pour fraude électorale.
En 1982, il est nommé premier représentant de la reine aux Îles Cook. Après la fin de son mandat, il devient juge en chef de Nauru et des Tuvalu en 1985. Sir Gaven Donne prend sa retraite en 2001, à l'âge de 86 ans.
Il meurt le 28 mars 2010 à Rotorua, à l'âge de 95 ans.

## Distinctions
En 1977, Sir Gaven Donne reçoit la médaille du jubilé de la reine Élisabeth II. En 1979, il est fait chevalier commandeur de l'ordre de l'Empire britannique.